# 四川省绵阳南山中学
四川省绵阳南山中学，是位于中国四川省绵阳市的一所公办高等中学。
学校前身华英小学由英格蘭聖公會差會英國海外傳道會传教士孟育仁（William Munn）创办于1908年。1960年秋定名为四川省绵阳南山中学。

## 历史沿革
- 1908年，华英小学创办。
- 1916年，更名为华英男中。
- 1928年，更名为川西北第二国民师范学校。
- 1934年，更名为龙绵属共立中学。
- 1935年春，更名为龙绵属联立中学。
- 1935年秋，与江油县省立中学合并为四川省立绵阳中学。
- 1950年春，与国立第六中学（四川省绵阳县）合并为川西区立绵阳中学。
- 1952年秋，更名为四川省绵阳高级中学。
- 1960年秋，更名为四川省绵阳南山中学。[3]

## 校园环境
校园为连同的两个部分，高三园区和本部校区。占地310亩，建筑面积11万余平方米，有着省内一流的中学实验室、四川最早建成的标准运动场、全国高中里最大的网球场、省内一流的网络管理中心。

## 知名校友
- 贺敬之，原中宣部副部长，著名学者、诗人。
- 徐叙瑢，中国科学院院士，物理学家。
- 马祖光，中国科学院院士，物理学家。
- 张嗣瀛，中国科学院院士，控制科学家。
- 张广学，中国科学院院士，昆虫学家。
- 邓小刚，中国科学院院士，空气动力学专家，国防科技大学校长。

## 争议
2006年5月25日《南方周末》报道了四川省绵阳中学和绵阳南山中学的“掐尖”行为，也就是这两所高中每年都会在全省各地招收尖子生来达到在教育行业的成绩优势。这种行为引起了教育资源的进一步分配不均，被其他学校举报。后来这两所学校都设立了实验校区来变相招收外地生源。
但目前两所学校的实验校区实为两所独立学校，绵阳中学实验学校已和绵阳中学独立招生。

## 另見
- 四川基督教新教
- 綿陽聖公會福音堂